# Artois

Artois vapen

Artois var före 1789 en fransk provins och ett historiskt grevskap (franska: comté) i norra Frankrike. Dess gränser och omfång har varierat under seklernas lopp då olika landområden omväxlande tillhört Artois och de angränsande grevskapen Boulonnais och Flandern. Traditionellt brukar till Artois räknas ett område på ungefär 4000 km² som idag rymmer omkring en miljon invånare. Dess viktigaste städer är Arras, Saint-Omer, Lens och Béthune.
Artois upptar de centrala delarna av departementet Pas-de-Calais vilkas västra delar utgjorde delar av Boulonnais. Artois upptar de västra delarna av det kolfält som sträcker sig österut genom det angränsande departementet Nord och vidare in i Belgien.

## Historia
Artois bevarar minnet av folket aterna, Atrebates, i sitt ortnamn; under den galliska perioden kallades området Atrebatien, atrebaternas land med Nemetocenna som huvudort (dagens Arras).
Artois utgjorde en del av grevskapet Flandern innan det 1180 annekterades av Frankrike och 1237 omvandlades till ett franskt grevskap. 1384 blev det en del av Burgund och återfördes inte till Frankrike förrän 1659.
Under 1800-talets andra hälft genomgick Artois en snabb industriell utveckling tack vare sina rikliga koltillgångar. Under första världskriget gick västfronten rakt genom Artois som utsattes för enorm förstörelse. På senare tid har Artois liksom andra regioner som haft kolindustrin som huvudsaklig näring erfarit en nedgång.